# La Planche des Belles Filles
La Planche des Belles Filles (dansk: ~ De smukke pigers planke) er et skisportssted (1.148 moh.) i Vogeserne i Frankrig i departementet Haute-Saône.
Navnet Belle Filles (smukke piger) er en sproglig udvikling fra det oprindelige belles fahys (dansk: ~ smukke bøge), der vokser på dette bjerg. Ifølge en folkelig myte stammer navnet fra 30-års-krigen, hvor nogle unge piger begik selvmord, i stedet for at blive udsat for de svenske lejesoldaters overgreb.

## Cykling
Fra Plancher-les-Mines er der en 5,9 kilometer stigning over 503 højdemeter til målområdet 1.035 meter over havet, med en gennemsnitlig stigningsprocent på 8,5% og maksimal stigning på 14%, men med et kort stykke fra 22% til 28% nær målstregen.

### Tour de France
La Planche des Belles Filles er i af 2010'erne blevet et yndet etapemål i cykelløbet Tour de France. 
Stedet var mål for 7. etape af Tour de France 2012, 199 kilometer  fra Tomblaine den 7. juli. Etapen blev vundet af Chris Froome, mens holdkammeraten Bradley Wiggins overtog føringen i løbet.
To år senere var der igen mål her under 10. etape af Tour de France 2014, da italienske Vincenzo Nibali vandt etapen og samtidig overtog den gule førertrøje.
Under Tour de France 2017 var der mål her på 5. etape, hvor italienske Fabio Aru vandt. 
I 2019 var der mål en kilometer længere oppe af bjerget

På næstsidste og 20. etape af Tour de France 2020 var der mål på toppen, en 36,2 km lang bjergenkeltstart med start fra Lure.
| År   | Etape | Startby   | Distance (km) | Kategori | Etapevinder           |
| ---- | ----- | --------- | ------------- | -------- | --------------------- |
| 2022 | 7     | Tomblaine | 176,3         | 1        | Tadej Pogačar (SLO)   |
| 2020 | 20    | Lure      | 36,0          | 1        | Tadej Pogačar (SLO)   |
| 2019 | 6     | Mulhouse  | 160,5         | 1        | Dylan Teuns (BEL)     |
| 2017 | 5     | Vittel    | 160,5         | 1        | Fabio Aru (ITA)       |
| 2014 | 10    | Mulhouse  | 161,5         | 1        | Vincenzo Nibali (ITA) |
| 2012 | 7     | Tomblaine | 199,0         | 1        | Chris Froome (GBR)    |

### Tour de France Femmes
8. og sidste etape af Tour de France Femmes 2022 har mål på toppen af La Planche des Belles Filles
| År   | Etape | Startby | Distance (km) | Kategori | Etapevinder                |
| ---- | ----- | ------- | ------------- | -------- | -------------------------- |
| 2022 | 8     | Lure    | 123,3         | 1        | Annemiek van Vleuten (NED) |